# Malsch (powiat Karlsruhe)
Malsch – gmina w Niemczech, w kraju związkowym Badenia-Wirtembergia, w rejencji Karlsruhe, w regionie Mittlerer Oberrhein, w powiecie Karlsruhe. Leży ok. 18 km na południe od Karlsruhe, przy autostradzie A5, drodze krajowej B3 i linii kolejowej Karlsruhe – Freudenstadt.

## Osoby urodzone w Malsch
- Aloys Henhöfer, teolog
- Jens Nowotny, piłkarz

## Miasta partnerskie
- Dinuba, USA
- Syców, Polska[1]